# An Anthology Of Medieval Hebrew Literature
An Anthology Of Medieval Hebrew Literature – antologia średniowiecznej literackiej twórczości żydowskiej w opracowaniu Abrahama E. Millgrama, opublikowana w 1961 nakładem wydawnictwa Abelard Schuman. Książka dzieli się na dziewięć rozdziałów, przedstawiających kolejno poezję z terenu Hiszpanii, modlitwy, hymny i treny, piśmiennictwo filozoficzne, literaturę etyczną, Zohar, pisma prawnicze, kroniki, relacje podróżnicze i opowieści ludowe. W wydawnictwie zaprezentowano nie tylko twórczość w języku hebrajskim, ale także w jidysz i starohiszpańskim. Zaprezentowane zostały między innymi liryki klasyków średniowiecznej poezji żydowskiej, Salomona ibn Gabirola, Jehudy Halewiego, Mosesa ibn Ezry i Abrahama ibn Ezry. Abraham E. Millgram zadedykował publikację pamięci swojego ojca (To the memory of my father Israel E. Millgram).